# Ashleigh Murray
Ashleigh Monique Murray  (Kansas City, 18 de janeiro de 1988) é uma atriz e cantora norte-americana, mais conhecida por interpretar Josephine "Josie" McCoy na série de televisão Riverdale, da The CW.

## Filmografia

### Cinema
| Ano          | Título                     | Papel        | Notas                |
| ------------ | -------------------------- | ------------ | -------------------- |
| 2007         | Finding Harmony            | Harmony      | Curta-metragem       |
| 2012         | Welcome to New York        | Simone       |                      |
| 2014         | Grind                      | Workout Girl |                      |
| 2017         | Deidra & Laney Rob a Train | Deidra       | Filme para televisão |
| por anunciar | Valley Girl                | Loryn        | Adiado               |

### Televisão
| Ano             | Título        | Papel                   | Notas                             |
| --------------- | ------------- | ----------------------- | --------------------------------- |
| 2014            | The Following | Female College Student  | Episódio: "Resurrection"          |
| 2016            | Younger       | Girl                    | 2 episodes                        |
| 2017–2019       | Riverdale     | Josephine "Josie" McCoy | 39 episódios                      |
| 2017–2019       | Riverdale     | Sierra Samuels          | Episódio: “O Clube da Meia-Noite” |
| 2018            | Alex, Inc.    | Melissa                 | Episódio: "The Unfair Advantage"  |
| 2020            | Katy Keene    | Josephine "Josie" McCoy | Elenco principal                  |
| A ser anunciado | Tom Swift     | Zenzi Fullerton         | Elenco principal                  |